# Collari d'oro al merito sportivo 2021
La cerimonia di premiazione dei collari d'oro al merito sportivo del 2020 si è svolta il 20 dicembre 2021 a Roma, presso l’Auditorium Parco della Musica.
Il tradizionale appuntamento per il conferimento della massima onorificenza sportiva italiana è avvenuto alla presenza del Presidente CONI Giovanni Malagò, il Sottosegretario con delega allo Sport, Valentina Vezzali, il Presidente del Comitato Italiano Paralimpico, e nella parte conclusiva, il premier Mario Draghi.
Nella circostanza viene conferita anche la Palma d'oro al Merito tecnico.

## Collari d'oro al merito sportivo

### Atleti
- Atletica: Gianmarco Tamberi (Salto in Alto), Marcell Jacobs (100 m, Staffetta 4 x 100 m), Eseosa Fostine Desalu, Lorenzo Patta e Filippo Tortu (Staffetta 4 x 100 m), Antonella Palmisano e Massimo Stano (Marcia 20 km)
- Canottaggio: Federica Cesarini, Valentina Rodini (Doppio Pesi Leggeri), Nicolae Craciun, Daniele Santini (Canoa Kayak)
- Ciclismo: Simone Consonni, Filippo Ganna, Francesco Lamon, Jonathan Milan, Liam Bertazzo (Pista Inseguimento a squadre), Elisa Balsamo (Strada in Linea), Sonny Colbrelli (Vincitore della Parigi-Roubaix 2021)
- Ginnastica: Nicola Bartolini (Corpo Libero)
- Karate: Luigi Busà (75 kg)
- Taekwondo: Vito Dell'Aquila (-58 kg)
- Vela: Caterina Banti, Ruggero Tita (Nacra 17)

### Personalità
- Thomas Bach
- Patrizio Bertelli[2]
- Franco Chimenti
- Marco Tronchetti Provera

### Società sportive
- Ginnastica Virtus Gallarate ASD
- Unione Sportiva Lecce
- Sci Club Gardena
- Circolo Nautico Stabia SSD
- Circolo della Vela Sicilia ASD
- Istituto per il credito sportivo[3]
- Fondazione Terzo Pilastro Internazionale

### Palma d'oro al Merito tecnico
- Atletica: Antonio La Torre (Direttore Tecnico), Marco Tamberi, Paolo Camossi, Sebastian Bacchieri, Francesco Garau, Salvino Tortu, Filippo Di Mulo, Patrizio Parcesepe, Jacopo Boscarini (Allenatori), Vincenzo Duminuco (Responsabile Tecnico)
- Calcio: Roberto Mancini (Allenatore)
- Karate: Pierluigi Aschieri (Direttore Tecnico), Claudio Guazzaroni (Allenatore)
- Nuoto: Enrico Testa, Federica Fornasiero (Nuoto Paralimpico), Matteo Poli, Marcello Rigamonti, Andrea Grassini, Micaela Biava (Allenatori)
- Pallavolo: Davide Mazzanti, Ferdinando De Giorgi (Allenatori)
- Scherma: Simone Vanni (Responsabile Tecnico), Simone Mazzoni (Allenatore)
- Taekwondo: Claudio Nolano (Direttore Tecnico)
- Vela: Michele Marchesini (Direttore Tecnico), Gabriele Bruni

### Atleti paralimpici
- Atletica: Ambra Sabatini
- Ciclismo: Paolo Cecchetto, Luca Mazzone, Diego Colombari, Francesca Porcellato, Fabio Anobile, Fabrizio Cornegliani
- Nuoto: Francesco Bocciardo, Carlotta Gilli, Stefano Raimondi, Simone Barlaam, Arjola Trimi, Vittoria Bianco, Xenia Francesca Palazzo, Alessia Scortechini, Giulia Terzi
- Scherma: Bebe Vio